# Богодистов, Алексей Алексеевич
Алексей Алексеевич Богодистов (4 мая 1981, Геленджик, Краснодарский край) — российский политик. Глава муниципального образования город-курорт Геленджик с 22 сентября 2018 года.

## Биография
Родился 4 мая 1981 года в Геленджике. Принимал участие в боевых действиях в Чеченской республике, за личное мужество и отвагу был награждён медалью Суворова. Имеет три высших образования, окончил: Таганрогский государственный радиотехнический университет (2006), Кубанский государственный аграрный университет (2012), РАНХиГС (2018).
Трудовую деятельность начал в 1997 году в качестве буфетчика. С 2006 по 2018 год являлся владельцем и генеральным директором ООО «Бак-Гигант». В 2013 году был избран депутатом Думы муниципального образования город-курорт Геленджик.
Увлекался автоспортом. Участвовал в соревнованиях в дисциплине трофи-рейд, становился обладателем Кубка России в категории ТР-2 и дважды призёром международного трофи-рейда «Хорватия-трофи».
10 сентября 2018 года, после выхода в отставку предыдущего главы Геленджика Виктора Хрестина, Богодистов стал исполняющим обязанности главы муниципального образования город-курорт Геленджик. 19 сентября, на заседании геленджикской думы он был утверждён в качестве главы города, а 22 сентября официально вступил в должность.
В апреле 2020 года оказался в центре скандала после того, как в конце прямого эфира с жителями Геленджика на своей странице в Instagram обратился к своей помощнице с использованием ненормативной лексики. В пресс-службе мэра заявили, что не видят в этом «ничего ужасного», при этом сам Богодистов признал вину.
Летом 2020 года поддержал внесение поправок в Конституцию Российской Федерации, заявив, что конституционные поправки продиктованы временем.
После публикации фильма-расследования «Дворец для Путина. История самой большой взятки», речь в котором зашла о расположенной в 20 километрах от Геленджика резиденции на мысе Идокопас, предположительно принадлежащей Владимиру Путину, Богодистов отметил, что не знает настоящих владельцев объекта, но пообещал уточнить о возможности проведения экскурсий и доступа к резиденции.

## Награды
- Медаль Суворова за личное мужество и отвагу, проявленные при защите государственных интересов РФ (2000 г.)
- Почётная грамота администрации Краснодарского края за личный вклад в развитие потребительской сферы Кубани (2009 г.)